# Красная тачка
«Красная тачка» (англ. «A Red Wheelbarrow») — восьмой эпизод третьего сезона американского драматического телесериала «Родина», и 32-й во всём сериале. Премьера состоялась на канале Showtime 17 ноября 2013 года.

## Сюжет
Сол (Мэнди Патинкин) информирует начальника штаба Белого дома Майка Хиггинса (Уильям Сэдлер) о следующем этапе своей операции: "смена режима", в котором ЦРУ попытается передвинуть Маджида Джавади вверх по цепи командования в Иране. Дар Адал (Ф. Мюррей Абрахам) намекает на поездку, в которую Сол отправится немедленно; Сол говорит ему, что Кэрри не может знать об этом что-либо. Мира (Сарита Чоудхури) говорит своему парню Алену (Уильям Абади), что она хочет порвать с ним, чтобы попытаться восстановить свой брак с Солом. Позже видно, как Ален в доме Беренсонов размещает жучка в компьютере Сола.
Кэрри (Клэр Дэйнс), теперь на тринадцатой неделе беременности, впервые идёт к врачу и делает УЗИ. Кэрри признаётся, что она много пила во время беременности, а также принимала литий. Доктор (Синди Чун) говорит Кэрри, что у неё высокое кровяное давление, и что ей нужно сдерживать свои напряжённые рабочие привычки, или рисковать здоровьем ребёнка. Кэрри отвечает, что её работа напрямую связана с отцом ребёнка---что она должна "сделать всё правильно".
На основе того, что Джавади сказал Кэрри, ЦРУ инициирует план, чтобы избавиться от человека, который сделал бомбу, которая была использована для атаки на Лэнгли. Дар Адал говорит Лиленду Беннетту (Мартин Донован), что ЦРУ собирается начать расследование его дела, советуя ему в полном мере сотрудничать. Лиленд отклоняет предложение. Как и предполагалось, это приводит к сообщнику Беннетта, Полу Франклину (Джейсон Батлер Харнер), связывающегося с Кэрри, прося её узнать, почему ЦРУ расследует Беннетта. Кэрри позже возвращается к нему с ложной информацией о том, что ЦРУ имеет ордер для бомбардировщика Лэнгли, и связало бомбардировщика с Беннеттом. Франклин передаёт это Беннетту, который отдаёт приказ вывезти бомбардировщика из страны как можно скорее. С помощью прослушивающих средств, ЦРУ слушает этот план и также получает адрес, где Франклин встречается с бомбардировщиком. Когда приходит время, ЦРУ определяет место (мотель). Кэрри, наблюдая издалека, видит, как Франклин надевает глушитель на пистолет, прежде чем он выходит из машины. Кэрри начинает приближаться к Франклину, восклицая, что Сол обещал захватить взрывателя живым, и что взрыватель является единственным, кто может доказать невиновность Броуди. Дар Адал приказывает ей остановиться немедленно, подчёркивая, что её вмешательство выдаст их Беннетту, а также испортит всю операцию с Джавади. Кэрри всё ещё стоит на своём. Куинн (Руперт Френд), вооружённый снайперской винтовкой, стреляет Кэрри в руку. Франклин входит в комнату мотеля и сразу же стреляет в взрывателя. Кэрри быстро везут в больницу. Она приходит в ярость, когда она узнаёт, что взрыватель мёртв, и требует знать, где Сол.
Сол прибывает на своё место назначения, "Башню Давида" в Каракасе. Он предоставляет Эль Ниньо (Мэнни Перес) $10 миллионов наличными и его сопровождают в камеру, где держат Броуди (Дэмиэн Льюис). Сол находит Броуди в заторможенном состоянии, в окружении использованных игл.

## Реакция

### Рейтинги
Во время оригинального показа, эпизод посмотрели 1.78 миллионов зрителей, снизившись на 70 000 зрителей по сравнению с прошлой неделей.

## Название
Название отображает краткий SMS-обмен между Кэрри и ограниченным корреспондентом вскоре после встречи Дара Адала и Лиленда Беннета, в котором использованы два стиха из поэмы «Красная тачка» Уильяма Карлоса Уильямса:
Так многое зависит
от

Красной
тачки

Покрытой дождевой
водой

Стоящей возле белых
цыплят